# John Dehner
John Dehner (* 23. November 1915 in Staten Island, New York als John Forkum; † 4. Februar 1992 in Santa Barbara, Kalifornien) war ein US-amerikanischer Schauspieler, der zwischen den Jahren 1941 und 1988 in annähernd 300 internationalen Film- und Fernsehproduktionen vor der Kamera stand. Darunter in Filmen wie Die erste Kugel trifft, Einer muß dran glauben, Der Mann aus dem Westen oder Die rote Schwadron.

## Leben und Karriere
John Dehner, geboren 1915 in Staten Island, im Bundesstaat New York, war in seiner fast 50-jährigen Filmkarriere ein vielbeschäftigter und gefragter Schauspieler. Angefangen als Animatoren-Assistent bei den Walt Disney Studios, arbeitete Dehner zu Beginn seiner Laufbahn auch als professioneller Pianist, Armee Publizist und Journalist.
Den Durchbruch als populärer Schauspieler schaffte er allerdings erst zu Beginn der 1950er Jahre als hartgesottener Westerner, einen Part, den er über die Jahre in unzähligen Rollen im amerikanischen Kino variierte. Wegen seines markanten Äußeren wurde er auch häufig in der Rolle des Schurken besetzt, die er routiniert aber mit Esprit und Charakter meisterte. Markante Auftritte hatte er in Russell Rouses Edelwestern Die erste Kugel trifft neben Glenn Ford, in Arthur Penns Verfilmung des Sheriffs Pat Garrett in Einer muß dran glauben neben Paul Newman, der die Rolle des Billy the Kid übernahm. Darüber hinaus in Anthony Manns Western-Drama Der Mann aus dem Westen mit Gary Cooper und Lee J. Cobb.
In Burt Kennedys Western-Abenteuer über die Königlich-Kanadische berittene Polizei in Die rote Schwadron spielte er neben Robert Ryan die zweite männliche Hauptrolle.
Von 1952 an bis Ende der 1980er Jahre hatte er zahlreiche Auftritte in Episoden namhafter Fernsehserien wie in Die Unbestechlichen, Gauner gegen Gauner, Ein Käfig voller Helden, Solo für O.N.C.E.L., Rauchende Colts, Kobra, übernehmen Sie, Mannix, Der Chef, Bonanza, Die Leute von der Shiloh Ranch, Petrocelli, Die knallharten Fünf, Abenteuer der Landstraße, in zwei Episoden von Columbo, in Detektiv Rockford – Anruf genügt, in Quincy oder Hawaii Fünf-Null.
Dehner arbeitete bis ins hohe Alter. Seine letzte Rolle spielte er 1988 in drei Folgen der US-amerikanischen Miniserie Feuersturm und Asche als Admiral Ernest King.
Am 4. Februar 1992 starb John Dehner im Alter von 76 Jahren in Santa Barbara, Kalifornien.

## Filmografie (Auswahl)
- 1941: Der Drache wider Willen (The Reluctant Dragon)
- 1943: Tarzan, Bezwinger der Wüste (Tarzan’s Desert Mystery)
- 1944: Dreißig Sekunden über Tokio (Thirty Seconds Over Tokyo)
- 1944: Hollywood Canteen
- 1945: Das grüne Korn (The Corn Is Green)
- 1945: Die tollkühnen Abenteuer des Captain Eddie (Captain Eddie)
- 1945: Weihnachten nach Maß (Christmas in Connecticut)
- 1945: Jahrmarkt der Liebe (State Fair)
- 1945: Nachtclub Havanna (Club Havana)
- 1946: The Catman of Paris
- 1947: Goldene Ohrringe (Golden Earrings)
- 1948: Schritte in der Nacht (He walked by Night)
- 1948: Geld oder Liebe (Let’s Live a Little)
- 1949: Erde in Flammen (Tulsa)
- 1949: Die China-Mission (State Department: File 649)
- 1950: Gesetzlos (Backfire)
- 1950: Die Dschungelgöttin (Captive Girl)
- 1950: Robin Hoods Vergeltung (Rogues of Sherwood Forest)
- 1950: Der letzte Freibeuter (Last of the Buccaneers)
- 1950: Frauengeheimnis (Three Secrets)
- 1951: Burg der Rache (Lorna Doone)
- 1951: Grenzpolizei in Texas (The Texas Rangers)
- 1951: Frauenraub in Marokko (Ten Tall Men)
- 1951: Als die Rothäute ritten (When the Redskins Rode)
- 1952: Zwei räumen auf (Cripple Creek)
- 1952: Scaramouche, der galante Marquis (Scaramouche)
- 1952: Schiff ohne Heimat (Plymouth Adventure)
- 1952: Die Frau mit der eisernen Maske (Lady in the Iron Mask)
- 1952: Kalifornien in Flammen (California Conquest)
- 1953: Ein Mann auf dem Drahtseil (Man on a Tightrope)
- 1953: Der neue Sheriff (Powder River)
- 1953: Brennpunkt Algier (Fort Algiers)
- 1954: Karawane westwärts (Southwest Passage)
- 1954: Strauss Fantasy (Kurzfilm)
- 1954: Massai (Apache)
- 1955: Tempel der Versuchung (The Prodigal)
- 1955: Duell mit dem Teufel (The Man from Bitter Ridge)
- 1955: Der Teufel im Sattel (Tall Man Riding)
- 1955: Der scharlachrote Rock (The Scarlet Coat)
- 1955: Des Königs Dieb (The King's Thief)
- 1955: Die Intrige der Lily Scarlett (Duel on the Mississippi)
- 1955: Unbesiegt (Top Gun)
- 1956: Karussell (Carousel)
- 1956: Die erste Kugel trifft (The Fastest Gun Alive)
- 1956: Blut an meinen Händen (Tension at Table Rock)
- 1957: Fort Laramie (Revolt at Fort Laramie)
- 1957: Fluch der Gewalt (Trooper Hook)
- 1957: Das Mädchen mit den schwarzen Strümpfen (The Girl in Black Stockings)
- 1958: Einer muß dran glauben (The Left Handed Gun)
- 1958: Der Mann aus dem Westen (Man of the West)
- 1959: Kampf ohne Gnade (Cast a Long Shadow)
- 1959: Razzia auf Callgirls (Vice Raid)
- 1959–1960: Black Saddle (Fernsehserie, 2 Folgen)
- 1961: Die rote Schwadron (The Canadians)
- 1962: Der Chapman-Report (The Chapman Report)
- 1963: Tu das nicht, Angelika (Critic’s Choice)
- 1964: Ein Mann kam nach New York (Youngblood Hawke)
- 1968 Die unverbesserlichen Drei (The Helicopter Spies)
- 1969: Stiletto
- 1970: Der „schärfste“ aller Banditen (Dirty Dingus Magee)
- 1971: Latigo (Support Your Local Gunfighter)
- 1972: Schlachthof 5 (Slaughterhouse-Five)
- 1973: Der Tag des Delphins (The Day of the Dolphin)
- 1974: Columbo: Schwanengesang (Columbo: Swan Song)
- 1975: Petrocelli (Fernsehserie, 1 Folge)
- 1976: Der Mörder in mir (The Killer Inside Me)
- 1976: Columbo: Der alte Mann und der Tod (Last Salute to the Commodore)
- 1977: Das Geld liegt auf der Straße (Fun with Dick and Jane)
- 1978: The Boys from Brazil
- 1980: Ein Professor geht aufs Ganze (Nothing Personal)
- 1981: Hart aber herzlich (Hart to Hart; Folge: Objekt einer obskuren Begierde)
- 1982: Die unglaubliche Reise in einem verrückten Raumschiff (Airplane II: The Sequel)
- 1985: Creator – Der Professor und die Sünde (Creator)
- 1985: Das Messer (Jagged Edge)
- 1988–1989: Feuersturm und Asche (War and Remembrance, Miniserie, 3 Folgen)